# Stoney Creek
Stoney Creek è una comunità della provincia dell'Ontario in Canada. Un tempo è stata una municipalità che, dopo la fusione nella provincia avvenuta nel 2001, è diventata parte della città di Hamilton.

## Geografia e popolazione
La comunità di Stoney Creek è situata lungo il litorale sud della parte occidentale del lago Ontario, esattamente ad est di Hamilton (questo ovviamente prima della fusione). Nel grande lago sfocia il principale corso d'acqua di Stoney Creek come molti altri fiumi minori. L'area storica, conosciuta come "Old Town" (città vecchia), si trova al di sotto della Scarpata del Niagara. Nel 1974 la città vecchia di Stoney Creek si era fusa con la giurisdizione di Saltfleet. Infine, nel 1984, Stoney Creek è diventata una città.
Sebbene vi fu un'esplosione demografica, in particolare tra il 1970 ed il 1980 nella parte inferiore della città e tra il 1990 ed il 2000 nella zona montuosa ad ovest, la maggior parte della zona di Stoney Creek rimane tuttora dedita all'agricoltura. Le comunità di Elfrida, Fruitland, Tapleytown, Tweedside, Vinemount, e Winona costituiscono un promemoria dell'alleanza agricola di Stoney Creek con il territorio di Saltfleet.
Come detto in precedenza Stoney Creek perse il suo status indipendente nel 2001 quando il Governo Provinciale unì formalmente Stoney Creek, Ancaster, Glanbrook, Dundas, Flamborough e Hamilton nella nuova città di Hamilton, trasformando il municipio di Stoney Creek costato diversi milioni di dollari nella Biblioteca Pubblica di Hamilton.
Secondo il censimento del 2001 la popolazione di Stoney Creek era di 57.327 abitanti, cresciuta del 5,5 per cento dal precedente censimento del 1996. I ragazzi sotto i 14 anni costituiscono il 19,4% mentre i pensionati ammontano al 12,6% del totale. Circa il 25,95% (più o meno un quarto) della popolazione è nato all'estero. Il censimento ha inoltre evidenziato che Stoney Creek è formata per il 92,72% da bianchi di etnia europea, (dei quali il 55% provenienti dall'arcipelago britannico, il 16% di italiani, 21% di croati, polacchi, serbi, ucraini ecc.), il 3,0% di asiatici del sud, l'1,0% di neri, l'1,0% di razza mista, lo 0,6% di cinesi. Con l'ultimo censimento disponibile del 2006, la popolazione di Stoney Creek è salita a 60.292 persone.

### Religioni
Il censimento del 2001 riporta la seguente composizione religiosa della popolazione di Stoney Creek
- 48.3% Cattolici
- 28.5% Protestanti
- 4.7% Ortodossi
- 1.2% Altri cristiani
- 1.6% Musulmani
- 1.0% Induisti
- 1.1% Sikh
- 0.6% Altri
- 13.0% Nessuna preferenza religiosa